# Giuseppe Colombo (homme politique)
Pour les articles homonymes, voir Giuseppe Colombo et Colombo (homonymie).
Giuseppe Colombo est un homme politique né le 18 décembre 1836 à Milan et mort le 16 janvier 1921 dans la même ville.

## Biographie
Il est président de la chambre des députés du royaume d'Italie entre 14 novembre 1899 et le 17 mai 1900.
Il a également été sénateur ainsi que ministre des finances en 1891.

## Source
- (it) Cet article est partiellement ou en totalité issu de l’article de Wikipédia en italien intitulé « Giuseppe Colombo (ingegnere) » (voir la liste des auteurs).